# Penicillum
Penicillum, penicillus – pędzelkowata grupa szczecinek lub włosków na ciele stawonogów.
U larw chrząszczy penicillus występować może u nasady żuwaczki. Częsty u biegaczowatych.
U sieciarek określa się tym mianem pleuritoquamae.
U błonkoskrzydłych penicillum to parzysta, przydatkopodobna struktura narządów rozrodczych lub wierzchołka ósmego tergitu odwłoka. Ponadto u pszczół penicillus to drobna szczoteczka z włosków umieszczona na szczycie odsiebnego wyrostka nastopka, zaś penicillum to kępka szczecinek na goleni charakterystyczna dla plemienia melipon.